# Cerámica corintia
La cerámica corintia ocupa un lugar propio en la producción cerámica de la Antigua Grecia. Se denomina así a la realizada en los talleres de Corinto entre los siglos VIII y VI a. C. Se subdivide en diversos periodos que, según la cronología propuesta por Humfry Payne, son: protocorintio (750-640 a. C.), periodo de transición (640-625 a. C.), corintio primitivo (625-600 a. C.), corintio medio (600-575 a. C.) y corintio tardío (575-540 a. C.)

## Vasos protocorintios

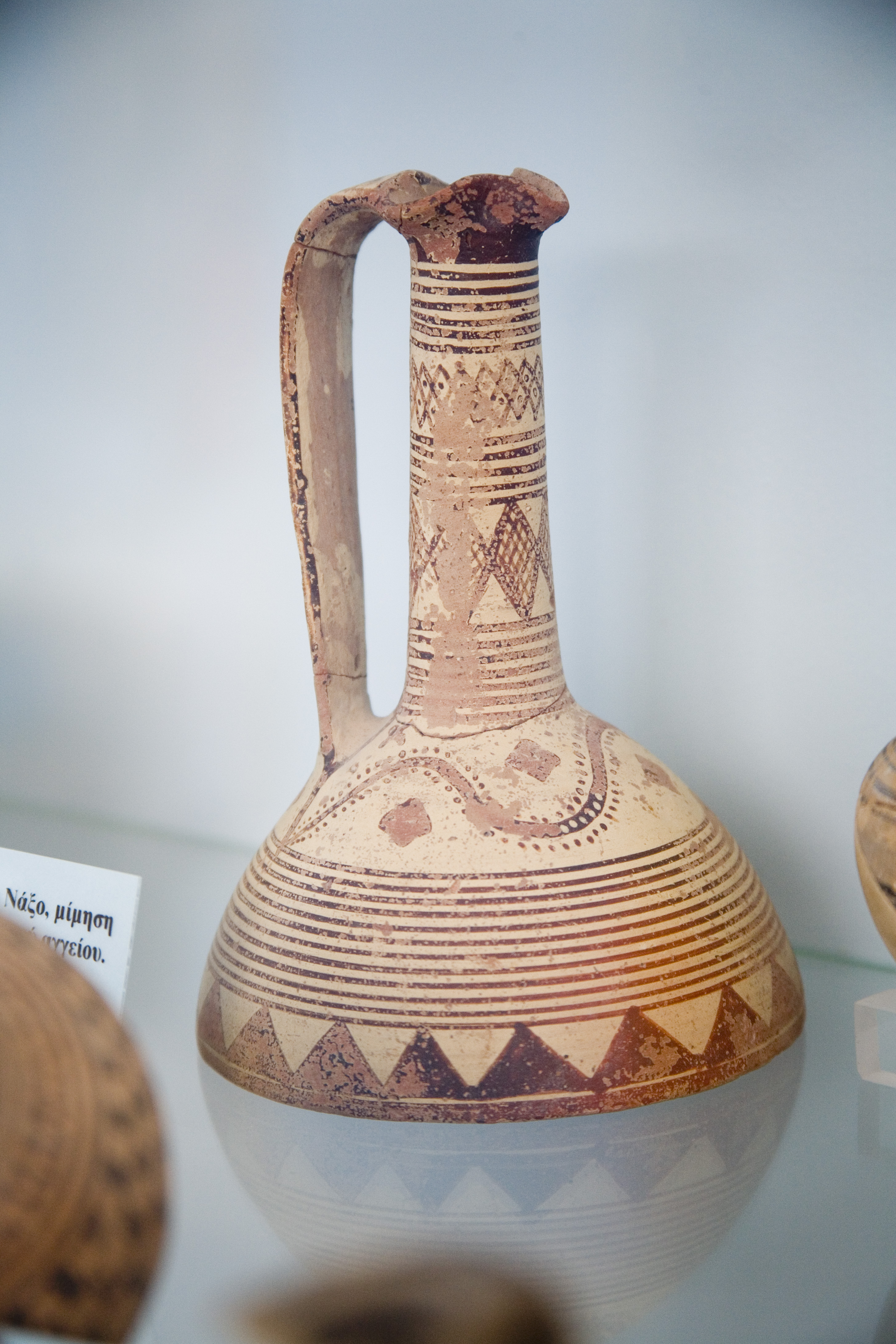
Vaso corintio geométrico.

Pintura y coroplastia van ligadas a la que, en época arcaica, se había convertido en la mayor industria de Corinto: la fabricación de vasos de arcilla pintados.
A partir de la mitad del siglo VIII a. C., vasos y jarrones fabricados en Corinto, de tamaño, forma y decoración diversas, pero todos caracterizados por la fina arcilla y por su esmerada realización, se difunden por doquier, por la costa mediterránea, desde España a Siria y son profusamente imitados en los diversos centros antiguos. La atribución corintia de todas estas vasijas constituye uno de los importantes resultados de las excavaciones americanas en el barrio de los ceramistas y en las necrópolis arcaicas de Corinto.
La más antigua cerámica geométrica corintia del siglo VIII a. C. (protocorintio geométrico) prefiere, a diferencia de la cerámica geométrica ática, vasijas de pequeñas dimensiones, en primer lugar la característica kotyle o cotila (taza pequeña y profunda de dos asas) y a la que se añaden otras formas diversas, sobre todo los oinochoai (enócoes) de boca trilobulada y el panzudo aryballos (aríbalo) para guardar perfumes.
La decoración es muy simple, con múltiples y sutiles líneas paralelas en el cuerpo de la vasija y adornadas en zigzag, con trazos verticales u otros motivos geométricos (a veces figuras esquemáticas de pájaros) en el reverso. Rarísima vez aparece la figura humana, como en una famosa crátera del museo de Toronto.
Los vasos del protocorintio geométrico siguen a los del protocorintio orientalizante. Son vasijas más conocidas por el simple nombre de protocorintias (quien primero les dio esta denominación fue Loescheke, en 1881), en algún momento también llamadas asiáticas, babilonias, dóricas, egipcias, etc., con arreglo al supuesto lugar de origen.
La cronología relativa a estas vasijas protocorintias, es decir, su desarrollo estilístico, resulta hoy segura, tras los estudios de H. Payne y otros, que parten del protocorintio antiguo, siguen con el medio y el tardío. Más incierta resulta la cronología absoluta, a menudo basada en la fecha de fundación de las colonias griegas de Occidente, como Siracusa o Selinunte. Los más antiguos vasos protocorintios de aquellas necrópolis deberían ser contemporáneos o poco posteriores a la fundación de estas, pero, a la hora de decidir las fechas, divergen mucho los autores. Podemos suponer que la producción se iniciara alrededor del 730 a. C., si no antes tal vez.
Los vasos protocorintios son en general muy pequeños. La forma más frecuente es el minúsculo aríbalo, primeramente panzudo, ovoide después, luego en forma de pera. También son frecuentes los kotilai (cotilas), ocasionalmente transformados en píxides, añadiéndoles una tapadera. No faltan vasos más grandes como los enócoes y los olpai (olpes), así como otros pequeños zoomorfos, o aríbalos, cuyo cuello era una cabeza de mujer o de león.
La decoración en estos vasos pequeños es esencialmente miniaturista y sí se ha hablado de miniaturismo protocorintio. Junto a motivos geométricos y decorativos (palmas, capullos de loto, pequeñas rosas en torno a un punto central) resulta normal el friso con animales (gallos, peces, pájaros, ciervos y, en una segunda etapa, leones, panteras, toros) y con seres fantásticos (esfinges, quimeras, caballos alados).
Las figuras en general son negras, con línea de contorno y detalles grabados, sobre el fondo claro del vaso, pero se añaden retoques purpúreos, después blancos, que en este estilo polícromo recoge una vasta y finísima pluritonalidad, en evidente relación con la pintura corintia contemporánea; al menos tal como ha llegado a través de escasos testimonios concretos.
Minúsculas figuras humanas aparecen también en escenas de caza o de lucha, en todo caso, con claro significado mitológico. Incluso en más amplias escenas narrativas, como en el minúsculo Aryballos Macmillan, del Museo Británico de Londres o en el gran Olpe Chigi, del Museo de vía Giulia, de Roma, entre los grandes ejemplos de la cerámica protocorintia, atribuidos al mismo pintor que Payne proponía identificar con Ecfantos (actualmente se prefiere llamarlo Pintor del Olpe Chigi). Esta última vasija fechada hacia el 640 a. C. a veces se considera ya propia del llamado periodo de transición, caracterizado por el uso de vasos de mayor talla.

## Vasos corintios propiamente dichos

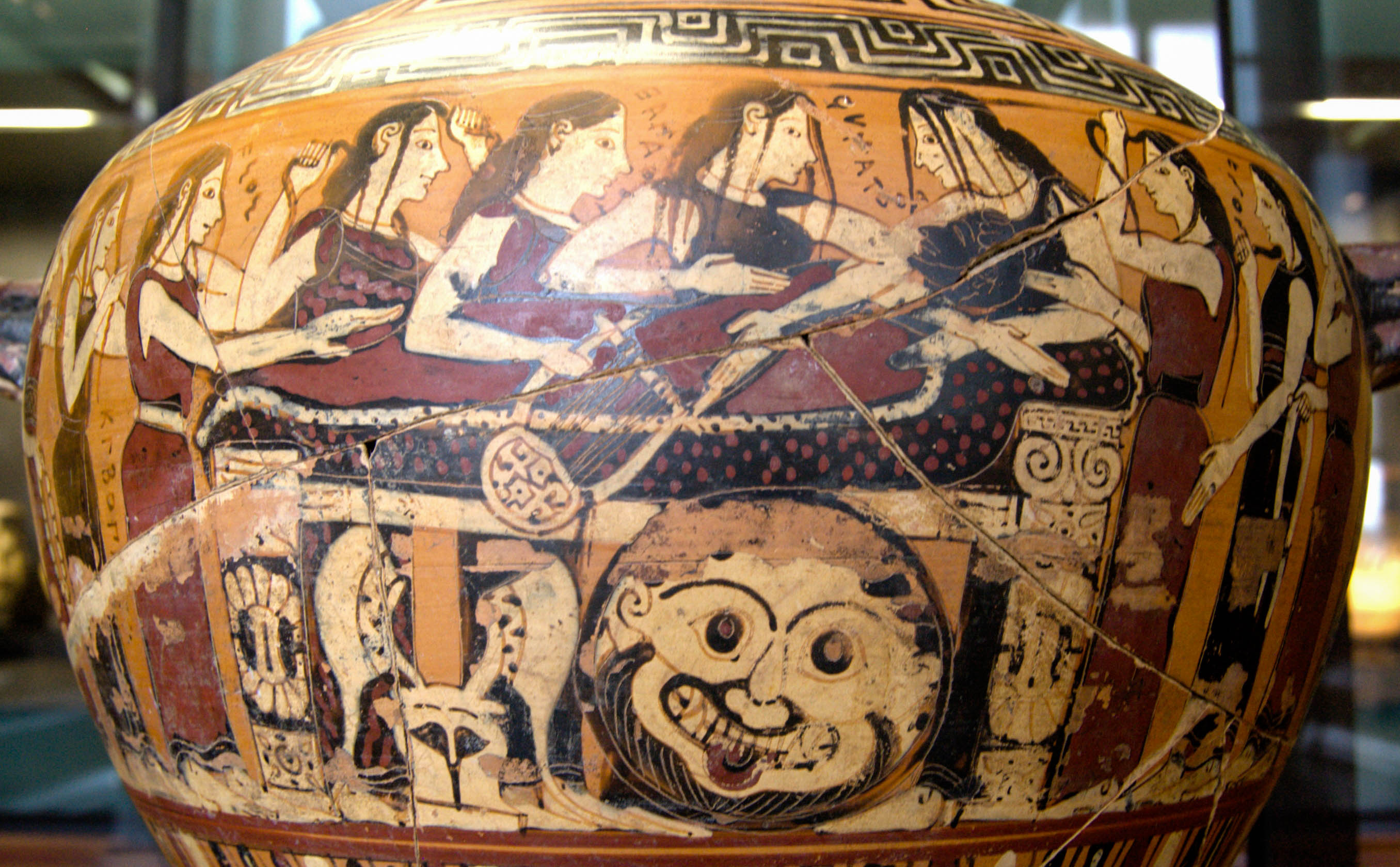
Hidria del Pintor del Damon, corintio reciente, circa 550 a. C., Museo del Louvre E643.

La denominación vasos corintios ha sido normalmente reservada por los arqueólogos para designar la cerámica que aparece en los últimos decenios del siglo VII a. C. y cuyo origen corintio, hace tiempo supuesto con base en el alfabeto corintio que aparece en sus inscripciones, resulta hoy confirmado por las excavaciones de la necrópolis local.
También se acepta, aunque con discusiones, la división propuesta por Payne (Corinto antiguo, medio y tardío) y resultan abundantes aunque a veces inciertas, las identificaciones de pintores (de la Esfinge, de los Leones Heráldicos, de la Quimera, de Dodwell, de Anfiarao, etc.), de productos del mismo estilo (estilo pesado, delicado, de los puntos blancos).

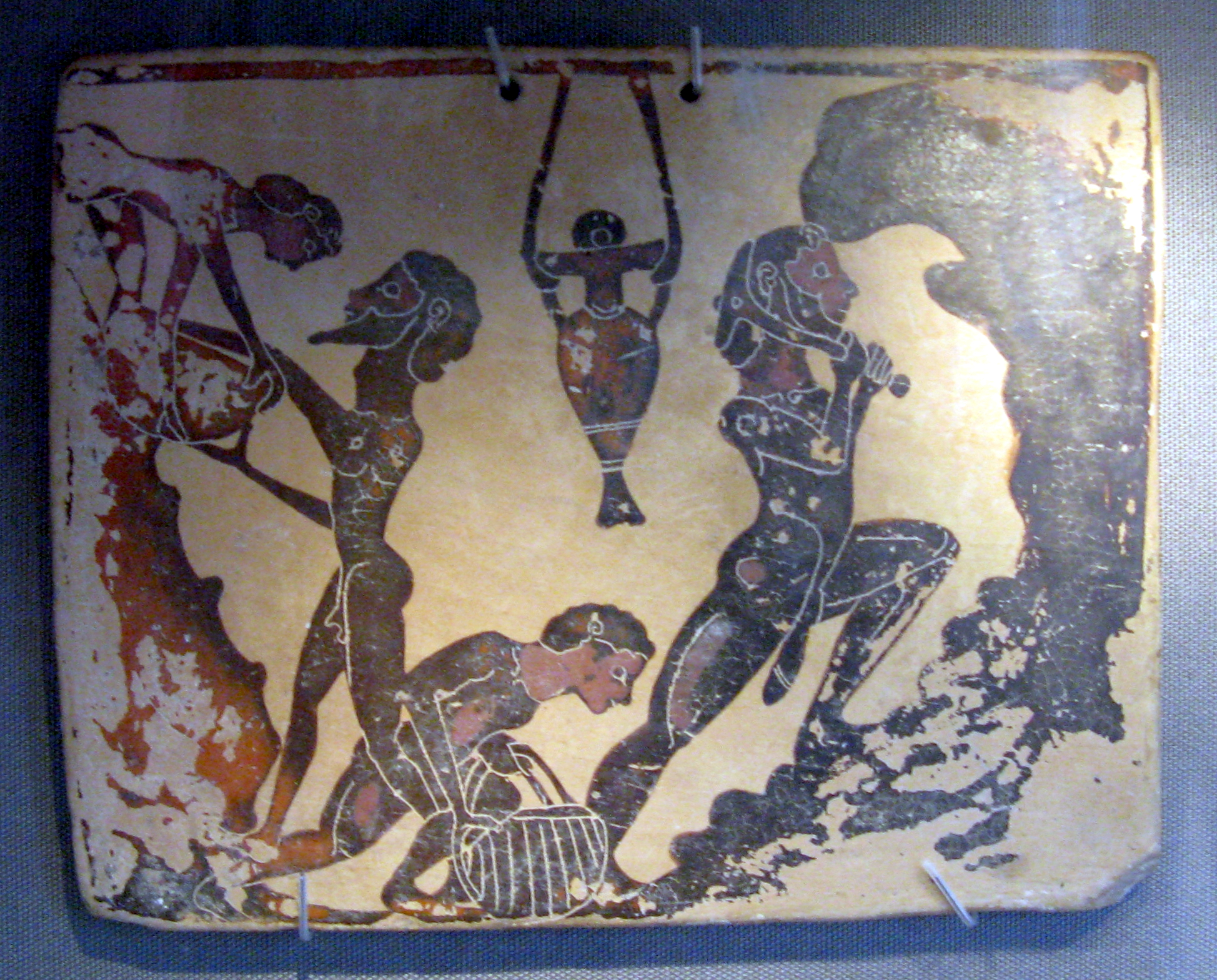
Pinax de Penteskouphia, 575-550 a. C.

Algunas vasijas reciben, excepcionalmente, el nombre del ceramógrafo. Uno de éstos, Timónidas, es, posiblemente, el mismo que firma una pinax (pinace) de Penteskouphia.
En el paso del protocorintio al corintio aumenta rápidamente la forma de los vasos y, por tanto, el tamaño de los frisos de animales, a veces dispuestos en grupo heráldico, mientras pequeñas rosas (manchas negras con detalles grabados) rellenan los espacios entre figuras. Esta voluntad de no dejar vacíos recuerda fatalmente el horror vacui que de tanto en tanto emerge en el arte, incluso más próximo a nosotros (caso del Barroco). Un testimonio más de la paradójica vecindad existente entre estos ceramógrafos y los temas que posteriormente ejercerían influjo sobre la producción artística.
El corintio arcaico, en los decenios inmediatos al 600 a. C., es un periodo de gran ornamentación con alabastra (alabastrón) de cuerpo esférico sin base y otras formas parcialmente nuevas, como la taza de dos asas, el trípode, el plato, el enócoe de boca redonda (inicialmente trilobulada), la crátera de columnitas, importada posiblemente de Atenas.

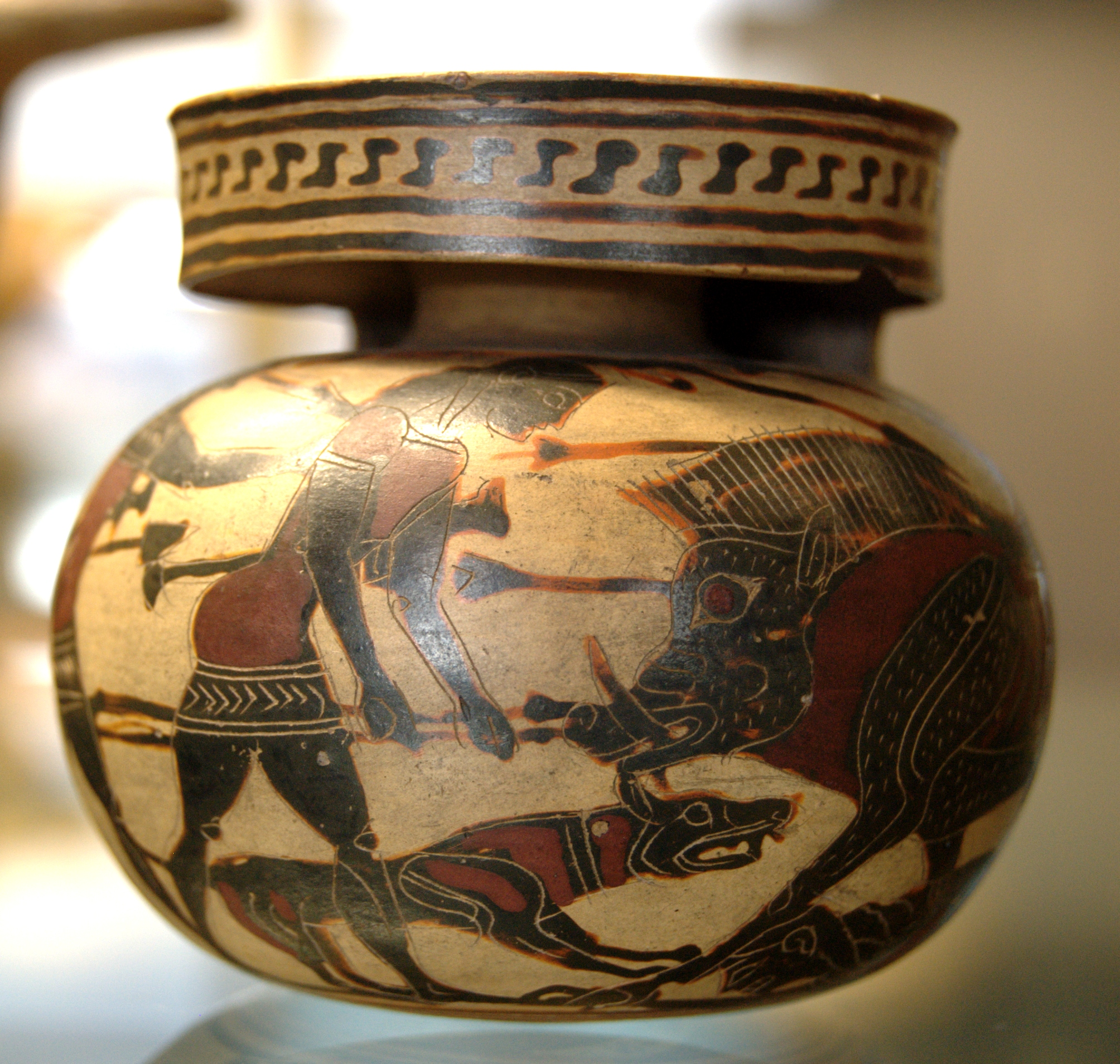
Aríbalo coritinio de figuras negras que representa la caza del jabalí de Calidón. Circa 580 a. C.

En la decoración, al generalizado friso de animales (a veces alternados con demonios, guerreros, carros, caballeros si el tema es épico) se añaden las características figuras de panzudos bailarines vestidos con corta túnica. La producción de este género continúa con variantes de forma en el corintio medio y tardío. Los mejores vasos aparecen adornados con escenas narrativas, cuyos temas preferidos son la caza, batallas, banquetes, la partida para la guerra, las hazañas de Heracles.
En los vasos más grandes e importantes la clara arcilla corintia aparece ocasionalmente recubierta por un relieve rojo-naranja, a imitación de la cerámica ateniense y en las figuras se adopta una policromía particularmente vistosa (negro, rojo, cárdeno, blanco, incluso amarillo).
La producción de vasos corintios cesa hacia el 550 a. C. y, consiguientemente, su exportación por la costa mediterránea, sustituida por la ateniense. Las excavaciones han demostrado que continuó la producción cerámica para el consumo interno, con una producción llamada corintia convencional, al menos hasta mediados del siglo VI a. C.
En el periodo arcaico el elemento característico es el fondo claro (se ha hablado de estilo blanco) y el friso de animales viene sustituido por una simple decoración geométrica (meandro, puntos, zigzag, segmentos de líneas negras o rojas) o vegetal y floreada (yedra, palmas, flores de loto, etc.). También los vasos corintios, al igual que los protocorintios, fueron objeto de múltiples imitaciones, no siempre fácilmente reconocibles. El grupo más numerosos está constituido por vasos llamados italocorintios o etruscocorintios muy frecuentes en las tumbas etruscas.